# House of Fire
«House of Fire» es una canción de Alice Cooper de su álbum de 1989 Trash. Fue compuesta por Cooper, la cantante y guitarrista Joan Jett y el compositor profesional y productor Desmond Child.
El sencillo fue lanzado en el Reino Unido a finales de 1989, donde se ubicó en la posición #65 de las listas de éxitos. "House of Fire" fue lanzado en Estados Unidos en 1990 y alcanzó la posición #56 en la lista Billboard Hot 100 y el #39 de la lista Mainstream Rock Tracks.
Una versión de demostración de "House of Fire" fue grabada por la banda estadounidense Bon Jovi y fue publicada en el 2014 como parte de la edición de lujo del álbum New Jersey.

## Listas de éxitos
| Lista (1989–1990)                     | Posición |
| ------------------------------------- | -------- |
| Australia                             | 80       |
| Reino Unido                           | 65       |
| Estados Unidos Hot 100                | 56       |
| Estados Unidos Mainstream Rock Tracks | 39       |

## Créditos
- Alice Cooper – voz
- John McCurry – guitarra
- Hugh McDonald – bajo
- Bobby Chouinard – batería
- Alan St. John – teclados